# Oppustelig ting
En oppustelig ting er et et objekt som kan pustes med en gas, sædvanligvis luft, men brint, helium og nitrogen anvendes også. En af mange fordele ved en oppustelig ting er at den kan gemmes i et lille rumfang når ikke oppustet, da oppustelig tings størrelse afhænger af tilstedeværelsen af en gas for at give den oppustelig ting størrelse og form.
Et eksempel på brug af oppustelige ting er som badedyr, man kan lege med i vandet. Disse er oftest lavet af plastik eller gummi. Det absolut bedst kendte badedyr er den gule gummiand.[kilde mangler] Større badedyr er kendt for at være farlige ved strandområder, da de ofte har båret badegæster ud på åbent vand.